# Stéphane Braconnier
Pour les articles homonymes, voir Stéphane Braconnier (artiste) et Braconnier.
Stéphane Braconnier est un juriste et professeur agrégé en droit public français. Il est président de l'université Paris-Panthéon-Assas depuis le 30 novembre 2020,.

## Biographie
Stéphane Braconnier est né en 1969 à Parthenay, dans le département des Deux-Sèvres. En 1992, il obtient un master en droit public à l'université de Poitiers et en sort diplômé d'un doctorat en droit public en 1995. En 1998, il obtient l'agrégation de droit public.

## Parcours professionnel et politique
Stéphane Braconnier est maître de conférences à l’université de Poitiers dès 1995, jusqu'à l'obtention de l'agrégation de droit public en 1998. Il a également enseigné à l'université du Maine (actuelle Le Mans Université). En 2007, il rejoint l'université Paris-II Panthéon-Assas.
Lors des élections municipales de 2008 à Poitiers, Stéphane Braconnier arrive avec sa liste UMP en deuxième position avec 21,06 % au premier tour de cette élection remportée par le socialiste Alain Claeys avec 54,52 %.
En 2014, il annonce son retrait de la politique locale, alors leader de l'opposition à Poitiers durant six ans.
De septembre 2018 à octobre 2021, Stéphane Braconnier est l'un des dix membres de la commission des sanctions de l’Agence française de lutte contre le dopage,.
Le 30 novembre 2020, il succède à Guillaume Leyte à la tête de l'université Paris-II Panthéon-Assas, élu par le conseil d’administration de l’université.
En octobre 2023, il est nommé président du tribunal suprême de Monaco,.

## Décoration
- Chevalier de l'ordre national du Mérite (nommé le 15 mai 2025)[9].

## Publications
- Jurisprudence de la Cour européenne des droits de l'Homme et droit administratif français, éditions Bruylant, Bruxelles, 1997.
- Droit des marchés publics, Le Moniteur, 2002, 2e édition 2007, 3e édition 2009, 4e édition 2012, 5e édition 2017, sous le titre Précis du droit de la commande publique.
- Droit des services publics, PUF, collection Thémis-Droit public, 2004, 2e édition 2007.
- Les Grandes décisions de la jurisprudence – Droit administratif, PUF, 15e édition, 2010, 16e édition, 2014, en collaboration avec J.-F. Lachaume et al., 17e édition 2017.
- Droit public de l’économie, PUF, collection Thémis-Droit public, 2015, 2e édition 2017, 3e édition 2021.
- Précis du droit de la commande publique, Le Moniteur, 2022.